# Castell de Differdange
El Castell de Differdange (en francès: Château de Differdange; en luxemburguès: Déifferdenger Schlass) està situat en un pujol al centre de la población de Differdange, al sud de Luxemburg, va ser construït en 1577 encara que hi ha documentació d'un castell fortificat anterior de Differdange que data a la ratlla del 1310. Avui és utilitzat pel Centre europeu Dolibois de la Universitat de Miami.

## Història
El primer senyor del castell de Differdange va ser Wilhelm, el germà del senyor de Soleuvre, que s'esmenta als documents de 1310, quan era propietari d'un castell. Tanmateix, els senyors de Differdange només van durar fins a la mort del net de Wilhelm prop de l'any 1400. Quan el castell Soleuvre va patir un incendi el 1552, el propietari era Anna von Insenburg i va decidir no reparar-ho, sinó construir un altre castell residencial en arquitectura renaixentista. El nom serveix tant per a Soleuvre com per a Differdange.
A començaments del segle xx, el castell va passar a les mans de la indústria siderúrgica local, -ara l'empresa ArcelorMittal- que ho va utilitzar com un hotel i un restaurant per al seu personal.

### El castell d'avui
Des de 1997, el castell s'ha deixat la Universitat de Miami per al seu ús com a Centre europeu Dolibois de la Universitat de Miami, un centre d'ensenyament europeu que proporciona als estudiants «una història viva a la seva experiència europea». El centre porta el nom en honor de l'ex nord-americà ambaixador a Luxemburg, John E. Dolibois.

## Arquitectura
El castell de Differdange és probablement l'exemple més primerenc a Luxemburg d'un castell construït en la seva totalitat en arquitectura renaixentista. Va ser pensat originàriament tant com residencia i com a fortificació amb fossat i pont llevadís -ara tots dos retirats-, així com troneres. Està construït completament d'acord amb els principis del renaixement, especialment l'ús de la plaça per al pati -15 per 15 metres- i les parets exteriors dels tres edificis -30 per 30 metres- que l'ho envolten. Les finestres emmarcades rectangulars són típiques del període. Les torres octogonals que són lleugerament més altes que l'edifici central proporcionen equilibri entre les dimensions horitzontals i verticals.